# Czapiewice
Czapiewice (kaszub. Czôpiewice, niem. Czapiewitz, dawniej Reinwasser, Czystepole) – wieś kaszubska w Polsce położona w województwie pomorskim, w powiecie chojnickim, w gminie Brusy.
W latach 1975–1998 miejscowość administracyjnie należała do województwa bydgoskiego.
We wsi funkcjonuje sześcioklasowa szkoła podstawowa.
Według danych z 2011 roku miejscowość zamieszkiwało 259 osób.
W obszar wsi wchodzą:
| Integralne części wsi Czapiewice | Integralne części wsi Czapiewice | Integralne części wsi Czapiewice |
| SIMC                             | Nazwa                            | Rodzaj                           |
| -------------------------------- | -------------------------------- | -------------------------------- |
| 1000870                          | Czapiewice-Wybudowanie           | osada                            |
| 0079674                          | Gaca                             | część wsi                        |
| 1000999                          | Przygłówki                       | część wsi                        |